# Pinguicula utricularioides
Pinguicula utricularioides är en tätörtsväxtart som beskrevs av S. Zamudio och J. Rzedowski. Pinguicula utricularioides ingår i släktet tätörter, och familjen tätörtsväxter. Inga underarter finns listade i Catalogue of Life.